# 11471 Toshihirabayashi
11471 Toshihirabayashi eller 1981 EH48 är en asteroid i huvudbältet som upptäcktes den 6 mars 1981 av den amerikanska astronomen Schelte J. Bus vid Siding Spring-observatoriet. Den är uppkallad efter Masatoshi Hirabayashi.
Asteroiden har en diameter på ungefär 3 kilometer.